# Pandanus dasystigma
Pandanus dasystigma là một loài thực vật có hoa trong họ Dứa dại. Loài này được Kaneh. miêu tả khoa học đầu tiên năm 1938.